# Unibail-Rodamco-Westfield Germany
Die Unibail-Rodamco-Westfield Germany GmbH ist ein deutsches Shopping-Center-Unternehmen mit Sitz in Düsseldorf. Das Unternehmen gehört zur Unibail-Rodamco-Westfield Group.

## Geschichte
Unibail-Rodamco-Westfield Germany ist aus der mfi management für immobilien AG hervorgegangen. Diese wurde 1987 von R. Roger Weiss in Essen gegründet. Schwerpunkt des Unternehmens war zunächst die Entwicklung von Geschäftshäusern, Fachmärkten und Gewerbeparks. Das erste Einkaufszentrum eröffnete mfi 1995 mit dem Thüringen-Park in Erfurt. In den folgenden Jahren baute Weiss das Unternehmen zum zweitgrößten Shopping-Center-Entwickler in Deutschland aus. Zwischen 2012 und 2014 übernahm die internationale Unibail-Rodamco Gruppe in mehreren Schritten die Aktienmehrheit an der mfi AG. Seit Mai 2015 ist der kanadische Pensionsfonds Canada Pension Plan Investment Board (CPPIB) in Form eines Joint Ventures am Unternehmen beteiligt. Im August 2015 firmierte die mfi AG in Unibail-Rodamco Germany um und verlegte den Firmensitz nach Düsseldorf. 2018 kaufte Unibail-Rodamco das australische Unternehmen Westfield und heißt seither Unibail-Rodamco-Westfield.

## Unternehmensprofil
Als Entwickler, Manager und Eigentümer betreibt das Unternehmen in Deutschland aktuell 19 Shopping Center, davon acht im eigenen Portfolio. Ein weiteres befindet sich im Bau.
Zum Tätigkeitsfeld von Unibail-Rodamco-Westfield Germany zählen Projektentwicklung, Planung, Baudienstleistungen, Vermietung, langfristiges Centermanagement, Facility Management, Asset Management, Portfolioaufbau sowie Projektentwicklung im Bestand sowie in Form von Neubauten.

## Shopping Center
Erläuterung: fettgeschrieben = Eigentümer

### Baden-Württemberg
- BreuningerLAND Sindelfingen (seit 2020)[9]
- BreuningerLAND Ludwigsburg (seit 2020)[9]

### Bayern

Pasing Arcaden in München

- Pasing Arcaden, München
- Riem Arcaden, München

### Berlin
- Die Mitte
- Gropius Passagen
- Neukölln Arcaden
- Schönhauser Allee Arcaden
- Spandau Arcaden
- WILMA

### Hamburg

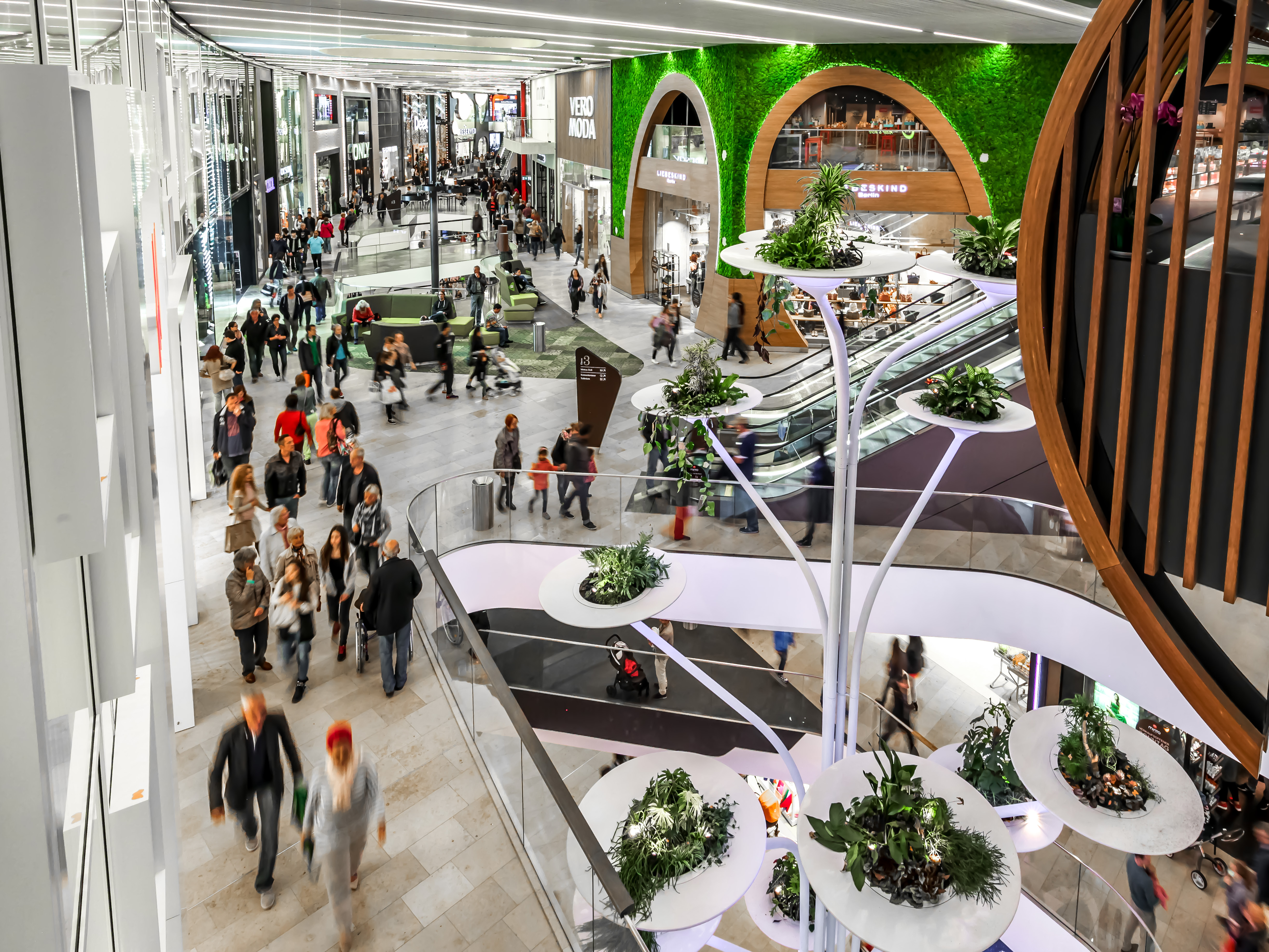
Minto in Mönchengladbach

- Westfield Hamburg-Überseequartier[10]

### Nordrhein-Westfalen

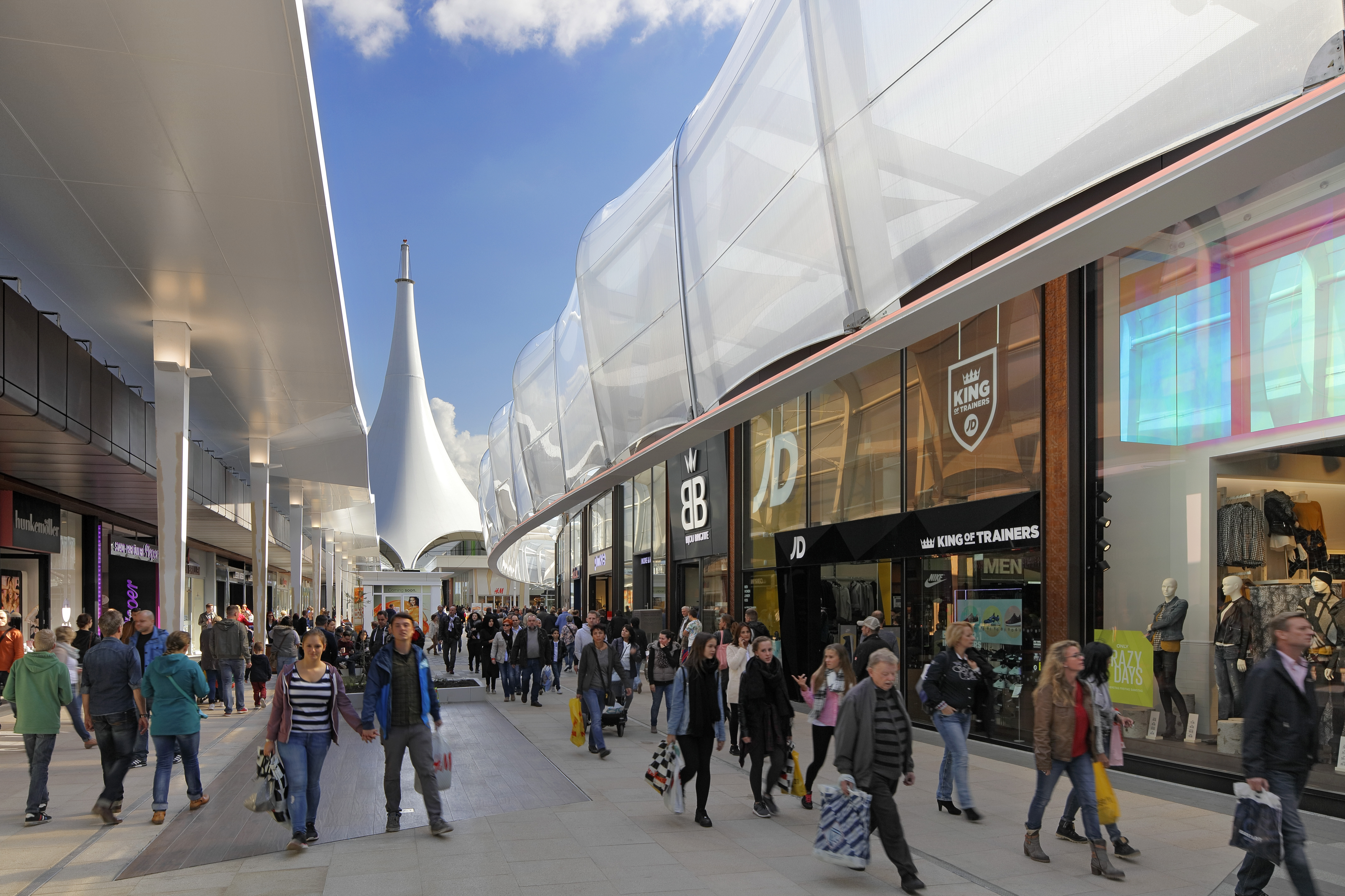
Ruhr Park in Bochum

- Ruhr Park, Bochum
- Düsseldorf Arcaden
- Köln Arcaden
- Minto, Mönchengladbach
- Westfield Centro, Oberhausen
- Palais Vest, Recklinghausen

### Sachsen
- Höfe am Brühl, Leipzig
- Paunsdorf Center, Leipzig

### Thüringen
- Gera Arcaden

## Kritik
Beim Bau des Überseequartiers in der Hamburger Hafencity kam es am 30. Oktober 2023 zu einem Unfall, in dessen Folge fünf Arbeiter verstarben. Diese waren laut Medienberichten bei einem Baudienstleistungsunternehmen als Schwarzarbeiter beschäftigt worden.